# Isidoro Bianchi
Isidoro Bianchi (Campione, 20 luglio 1581 – Campione, 5 dicembre 1662) è stato un pittore, ingegnere e stuccatore italiano. Seguace di Pier Francesco Mazzucchelli detto il Morazzone, è un importante esponente del barocco lombardo.

## Biografia
Figlio di Bernardino (di Pompeo) e di Giacomina. Fra il 1598 e il 1601 realizza alcune decorazioni pittoriche nel monastero cistercense dell'abbazia di Santa Maria dell'Acquafredda sopra Lenno. Negli anni successivi lavora a Praga mentre nel 1606 dipinge la cappella della Madonna del Carmine nella chiesa di Santo Stefano a Viggiù. Nel 1617 realizza alcuni stucchi e affreschi nel Palazzo Reale di Torino.
Nel 1618 realizza gli affreschi della chiesa parrocchiale di Santa Maria Assunta a Santa Maria Rezzonico, mentre l'anno successivo lavora come ingegnere ad Orselina. Nel 1623 realizza alcuni affreschi nel Castello di Rivoli e negli anni successivi lavora nel Castello del Valentino, nella chiesa di Santa Maria al Monte dei Cappuccini, nella chiesa di San Tommaso Apostolo, nella chiesa gesuitica dei Santi Martiri, tutti edifici del torinese, e nel santuario della Madonna dei Ghirli a Campione.

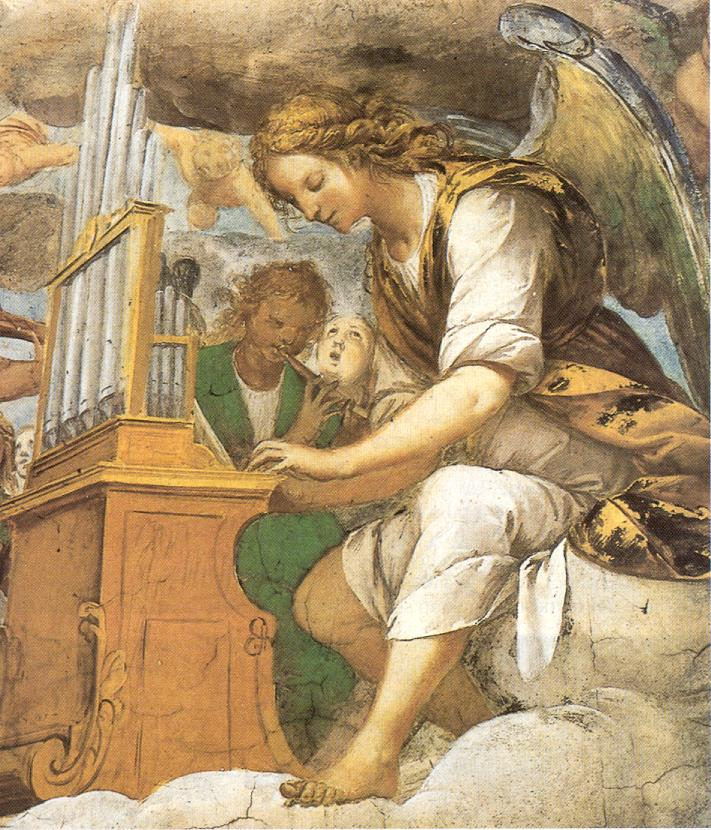
Chiesa di Santa Maria dei Ghirli: Angelo all'organo: particolare dell'affresco sulla volta

Dopo il 1640 lavora nella basilica di Sant'Ambrogio, nella chiesa cistercense di San Remigio, nella chiesa di Sant'Agostino, nella chiesa del monastero di Santa Marta, nella chiesa di San Gerolamo e nella chiesa di Santa Maria Assunta, a Milano.
Altri suoi lavori sono nella chiesa di Santa Maria Immacolata (Lugano), nella chiesa parrocchiale di San Giovanni Battista di Brenzio, nella chiesa di San Martino di Pianello del Lario, nel presbiterio del duomo di Monza, al Sacro Monte di Varese, dove decora interamente la cappella della resurrezione nel 1650, nella chiesa parrocchiale di San Giorgio a Castagnola.

## Altre sue opere pittoriche e disegni

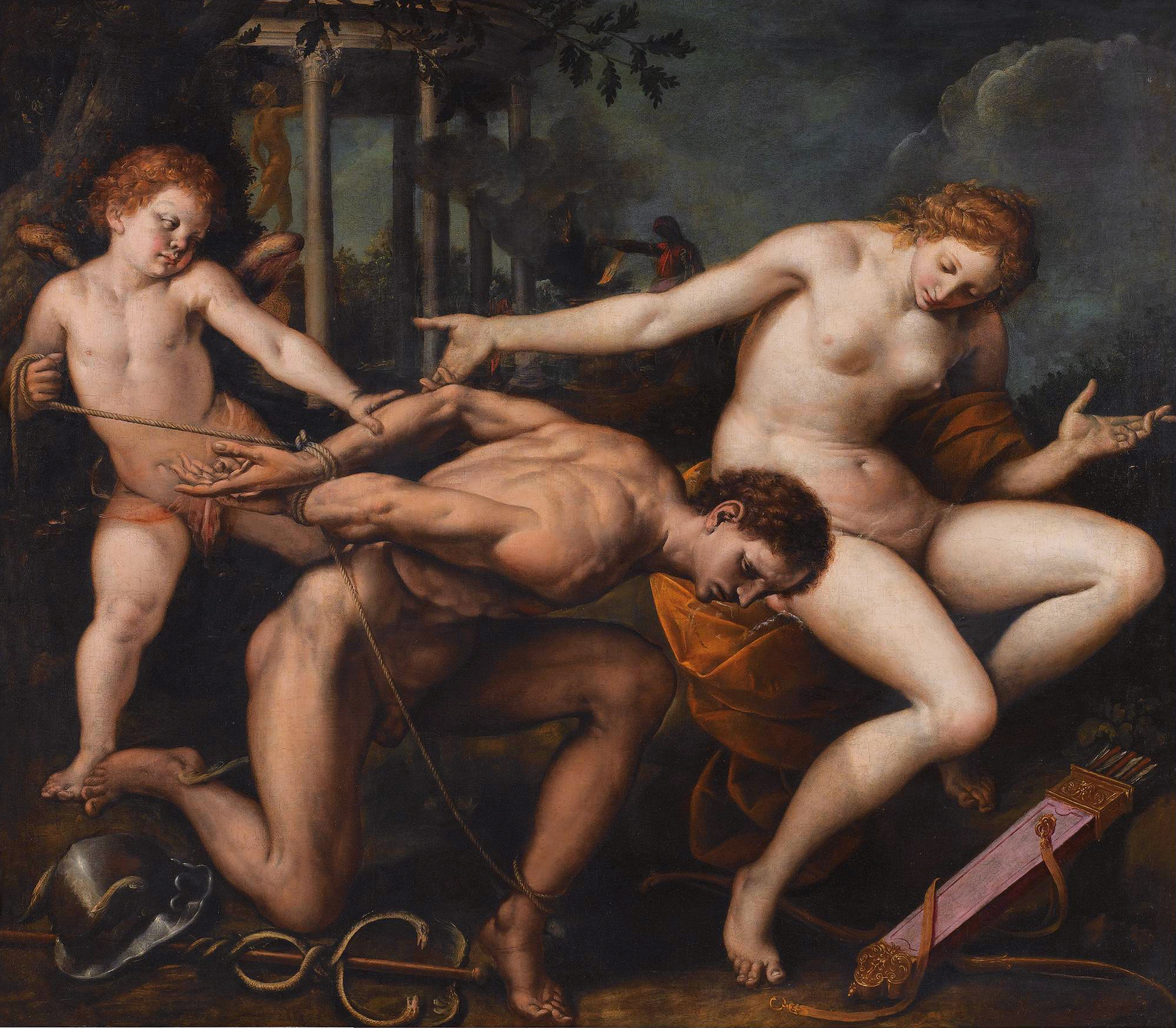
Sotheby: Allegoria dell'Amore e della Ragione

- Oli su tela: Viggiù, chiesa parrocchiale di Santo Stefano, cappella della Madonna del Carmelo, Natività di Gesù e Nascita della Vergine;
- Oli su tela: Collezione privata, Il Carro di Apollo, e il Carro di Diana;
- Olio su tela: Collezione Privata, Madonna con Bambino tra le sante Apollonia e Agata;
- Olio su tela: Catalogo Sotheby, Allegoria dell'Amore e della Ragione;
- Olio su tela: Collezione privata, Il castello del Valentino regno di Flora;
- Olio su tela: Pavia, Pinacoteca Malaspina, Ascensione di Cristo[4];
- Olio su tela: Collezione privata, Davide vincitore di Golia;
- Olio su tela, Milano, Collezione Kölliker, Cupido dormiente;
- Olio su tela: Collezione privata, Cristo consegna le chiavi a San Pietro;
- Olio su tavola. Collezione privata, Battaglia di Crécy  derivata dagli affreschi della residenza di loisir della Prima Madama Reale: il Castello del Valentino;
- Olio su tavola: Stresa, Isola Bella, collezione Principi Borromeo Arese, Adorazione dei pastori;
- Olio su ardesia: Collezione privata, Immacolata ed Angeli;
- Olio su lavagna: Londra, già Christie's, Pietà con San Michele e altro Santo;
- Affresco: Cressogno, Santuario di Nostra Signora della Caravina, lunetta della cappella dei Cordelieri, Storie di Sant'Antonio di Padova;
- Affresco: Como, Chiesa di San Fedele (Como), cappella del Crocifisso, figure nel Paradiso;
- Affresco: Castiglione Olona, Chiesa di Santa Maria di Campagna, Adorazione con Santi e pastori (attribuzione incerta);
- Disegno: Francoforte sul Meno, Städelsches Kunstinstitut, La Vergine e Sant'Antonio di Padova;
- Disegni: Milano, Biblioteca Ambrosiana, Madonna col Bambino e Santi; e Rinuncia di Amedeo VIII di Savoia alla tiara;
- Disegno: Digione, Musée des Beaux-Arts, Gesù con lo stendardo (recto), San Francesco d'Assisi (verso);
- Disegno: Londra, Victoria and Albert Museum, Vergine col Bambino e Santi;
- Disegno: Londra, Christie's, Compianto di Cristo con un Santo vescovo e San Carlo Borromeo;
- Disegno: Vienna, Accademia Albertina, Il miracolo della mula;
- Disegno: Londra, già Christie's, Pietà con i Santi Antonio abate e Carlo Borromeo;
- Disegni: Milano, Biblioteca Ambrosiana, Gli evangelisti Matteo e Marco; San Gregorio Magno e San Gerolamo; Due Santi Vescovi; Venere e Marte con putti;
- Disegni: Copenaghen, Statens Museum for Kunst, del konkelige Kobbersticksamling, Adorazione dei magi (recto), Studio per un'Annunciazione e schizzi vari (verso);
- Disegno: Windsor, Castello di Windsor, Royal Collections, Presentazione al tempio.